# アインハウゼン (ヘッセン)
アインハウゼン (ドイツ語: Einhausen) はドイツ連邦共和国ヘッセン州ベルクシュトラーセ郡に属す町村（以下、本項では便宜上「町」と呼ぶ）。ヴォルムスの東、約15kmに位置する。

## 地理

### 位置

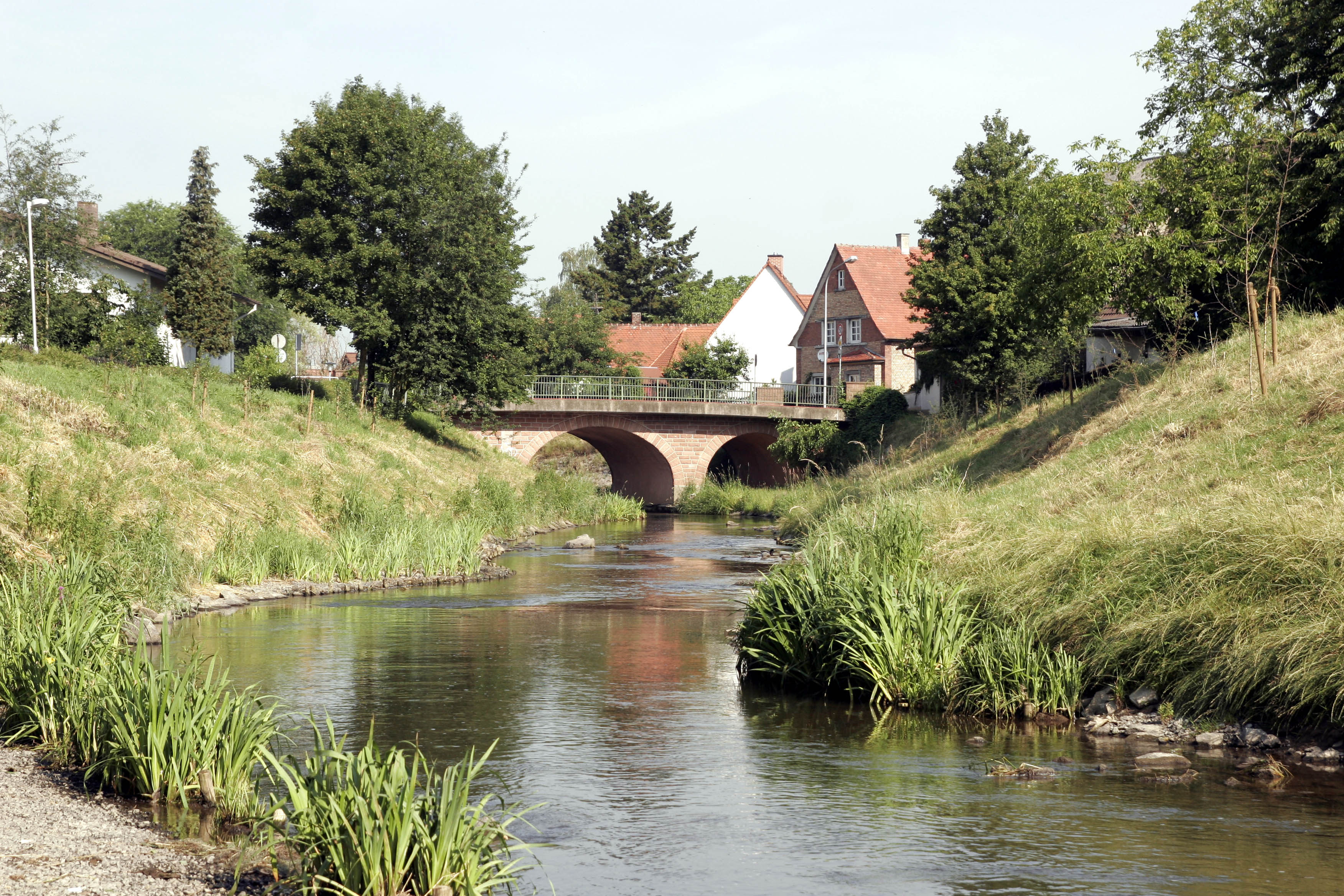
アインハウゼンを流れるヴェシュニッツ川

アインハウゼンはベルクシュトラーセ沿いのヘシシェス・リートに位置する。オーバーライン地溝帯北東部の季候の良い場所に属す。ヴェシュニッツ川が流れる町の周囲は林業、農業用地である。

### 隣接する市町村
アインハウゼンは、北はグロース＝ロールハイムとゲルンスハイム（グロース＝ゲーラウ郡）、東はベンスハイムとロルシュ、南はビュールシュタット、西はビブリスと境を接する。

### 自治体の構成
アインハウゼンは、公式には単一の地区からなる。しかし、グロース＝ハウゼンとクライン＝ハウゼンの歴史的区分は、現在も日常的に使われている。

## 歴史
この町は、768年に寄贈によって（Husunと表記されている）ロルシュ修道院の所領となった。宗教改革と対抗改革の15世紀から16世紀には2つの政治的すなわち宗教的に分離された村、プロテスタントのグロース＝ハウゼンとカトリックのクライン＝ハウゼンに分かれて発展した。1937年4月1日に両村はアインハウゼンという一つの町に合併された。

## 行政

### 議会
アインハウゼンの議会は、31議席からなる。

### 紋章
図柄: 赤地に、金の橋の上に黒い屋根・黒い門・黒い2つの窓がある金の家屋。
橋は、何世紀もの間別々であった両地区の融和の象徴である。

### 友好都市
- Attichy（フランス、オワーズ県）
- ショアヴュー(Shoreview)（アメリカ合衆国、ミネソタ州）

## 行事
- キルメス（KirchweihまたはKerweとも呼ばれる）は毎年10月の第1週末に開催される[訳注 1]。
- 謝肉祭

## 訳注
1. ↑  キルメス (ドイツ語: Kirmes) は教会開基祭を起源とする民俗祭である。